# Сјенфуегос
Сјенфуегос (шп. Cienfuegos, „сто ватри“) је град на Куби и главни град истоимене покрајине. Налази се на јужној обали Кубе, на око 250 километара од Хаване. Према процени из 2011. у граду је живело 161.002 становника. Популарно име града је „бисер југа“ (La Perla del Sur).
Град је основан 22. априла 1819. као насеље француских и шпанских колониста у заливу који је пре тога био уточиште пирата. Улице су организоване по правоугаоној шеми. Градска архитектура је грађена у стилу неокласицизма. Јула 2005. УНЕСКО је прогласио центар Сјенфуегоса за Баштину човечанства.

## Становништво
Према процени, у граду је 2011. живело 161.002 становника.
| 1991.   | 2011.   |
| ------- | ------- |
| 139.200 | 161.002 |